# パーシー・ウインダム・ルイス

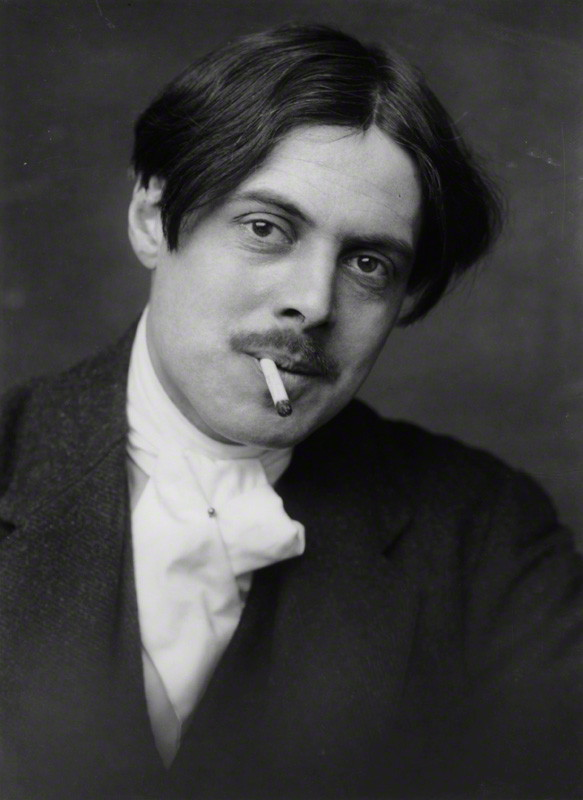
1913年、写真家ジョージ・チャールズ・ベレスフォード撮影

パーシー・ウインダム・ルイス（Percy Wyndham Lewis, 1882年11月18日 - 1957年3月7日）は、イギリスの画家。政治的にはファシストであった。

## 経歴
カナダ、ノバスコシア州に生まれ、のちロンドンに移り、ロンドンに没する。
1910年代には、ヴォーティシズムの中心の1人として活躍。「ブラスト」の編集長も務めた。
その後、1920年代には具象絵画に向かった。これは、ヴォーティシズムに残る強い具象性を象徴する事実といえる。のち、肖像画家となった。
また、絵画以外に、小説も書いた。
1956年のテートギャラリーの展覧会「Wyndham Lewis and the Vorticists」では、タイトルからもわかるとおり、ヴォーティシズムにおけるウィンダム・ルイスの位置づけがかなり強調されている。

## 代表作
- Workshop, circa 1914-5
- Vorticist Composition, 1915
- The Crowd, exhibited 1915
- Nigel Tangye, 1946

## 日本における展覧会
日本において、パーシー・ウインダム・ルイスがまとまって紹介された展覧会は、2010年現在開催されていない。